# Ante Dabro
Ante Dabro (Čavoglave, 1. siječnja 1938.) australski je umjetnik/kipar hrvatskog porijekla koji živi i radi u Canberri od kasnih 1960-ih.
Dabrove[Dabrine?] skulpture tipične su kutovite forme: mnoge su obnažene i izrađene u bronzi. Njegov rad utijelovljuje mnoge univerzalne teme; "patnje, nade, seksualnosti, junaštva, duhovnosti"  lagano naglašavjući spoznaju 'autsajdera'.

## Glavna djela
- Royal Australian Navy Memorial, Canberra - Sailors and Ships - Interaction and Interdependence (Mornari i brodovi - interakcija i međuovisnost) iz 1986. godine, otkriven od strane kraljice Elizabete II. dana 3. ožujka 1986. godine na 75 obljetnicu Kraljevske australske mornarice.
- Australian National University[2]:
  - Contemplation (Kontemplacija) iz 2002 – kao odgovor na poeziju Judith Wright
  - Sir Winston Churchill (2001) -  zaklada Winston Churchill
- U Brindabella Business Park, Canberra Međunarodna zračna luka nalaze se djela vlasnika zračne luke, Terryja Snowa, a posuđena su parku:
  - četiri bronze na vodi predstavljaju, Susanne, Dancer (Plesač), The Bathers (Kupači),[3] sve datiraju iz 2005. godine[4]
  - brončana statua Genesis (Postanak), otkrivena 2. lipnja 2009. godine od Quentina Brycea generalnog guvernera Australije.[5]
- St Matthew, (Sveti Matej) iz 1984. godine za rimokatoličku crkvu Svetog Mateja, u gradu Pageu, Australian Capital Territory

- Susanne (2005), bronza golog tijela u prirodnoj veličini koje sjedi na zidu uz reflektirajuće jezerce.
- Dancer (2005), uvećana bronza golog tijela u prirodnoj veličini u reflektirajućem bazenu.
- The Bathers (2005), dva uvećana brončana gola tijela u reflektirajućem bazenu.

## Karijera
- 1964. godine - diplomirao na Akademiji primijenjenih umjetnosti u Zagrebu
- 1966. godine – magisterij iz umjetnosti na akademiji primijenjenih umjetnosti u Zagrebu
- 1967. godine – emigrirao u Australiju i nastanio se u Canberri
- 1971. – 2004. godine – predavač u umjetničkoj školi na Australskom nacionalnom sveučilištu
- 1984. – 1986. godine – izlaganje djela za obljetnicu Kraljevske australske mornarice
- 1989. godine
  - izlaganje djela za Australsku liberalnu stranku (minijatura poprsja Sira Roberta Menziesa)
  - izlaganje djela u ime vlade Australije za Francuski bijenale to jest skulpturu pomorskog istraživača Jean-François de Galaup, comte de La Pérouse (sada postavljenu u Parizu)
- 1999. godine – retrospektivna samostalna izložba, 1969. – 1999. godine, Drill Hall Gallery, Canberra
- 2005. godine – izlaganje djela za Terryja Snowa i Canbersku zračnu luku.

## Vanjske poveznice
- Dabro's web site
- Recent works